# Vicky Rosti
Virve Hannele Rosti (Helsínquia, 10 de Novembro de 1958) mais conhecida como Vicky Rosti, é uma cantora finlandesa de música pop. Suas canções mais famosas incluem "Kun Chicago kuoli" (o single de estréia de 1975, uma versão cover finlandês de "The Night Chicago Died" de Paper Lace), "Tuolta saapuu Charlie Brown" (Here comes Charlie Brown), "Menolippu" (one-way ticket), "Oon voimissain" ( I will survive), "Sata salamaa" (One hundred lightnings) e "Jolene". Durante sua carreira, Rosty já vendeu mais de 75 mil cópias, o que a coloca entre os top 50 best-seller solistas femininas na Finlândia.
Rosti representou o seu país no Festival Eurovisão da Canção 1987, realizado em Bruxelas, Bélgica, com o tema Sata salamaa (Cem relâmpagos), composto por  Petri Laaksonen e com letra de Veli-Pekka Lehto. A canção terminou em 15º lugar (entre 22 países), obtendo 28 pontos.
Rosti  canta atualmente na banda  Menneisyyden Vangit com  Freeman. (n. 1951).

## Discografia

### Álbuns de estúdio
- Vicky (1975)
- 1-2-3-4-tulta! (1976)
- Vickyshow (1977)[3]
- Tee mulle niin (1978)
- Oon voimissain (1979)
- Sata salamaa (1987)
- Tunnen sen täysillä taas (1992)
- Sydämeen kirjoitettu (2000)
- Vicky Rock Vol.1 (2007)
- Pitkästä aikaa (2014)

### Compilações
- Parhaat (1989)
- 20 suosikkia – Kun Chicago kuoli (1995)
- 20 suosikkia – 1-2-3-4-tulta! (2000)
- Parhaat (2004)